# العاصفة (فلم)
العاصفة هو فيلم مصري-درامي، من إخراج خالد يوسف وإيمان حمدان وتأليف خالد يوسف ومحمد الفقي. الفيلم من بطولة يسرا، هشام سليم، حنان ترك، هاني سلامة ومحمد نجاتي. صدر الفيلم في 17 يناير 2001. 

الفيلم هو أول فيلم يخرجه خالد يوسف.
تدور الاحداث حول هدى هي مُدرِّسة يختفى زوجها تاركا لها ولدين صغيرين تتفانى في تربينهما ليكبرا ويصبح الأول مهندس يضطر للسفر إلى العراق لتحسين دخل أسرته .وهناك يجبر على الانضمام للجيش العراقى ويسافر معه لغزو الكويت . اما الأخ الاصغر فيلتحق بالقوات المصرية المسافرة لتحرير الكويت.

## القصة
هدى مُدرِّسة متزوجة. يختفى زوجها منذ فترة طويلة ويترك لها ولدين هما ناجى وعلى. تنغمس الأم في تربية ابنيها وحل مشاكلهما، متجاهلة عواطفها ومشاعرها، إلا انها تقع في حب زميلها محمود مدرس التاريخ. يحصل الابن الأكبر على بكالوريوس الهندسة ويقرر السفر إلى العراق لمساعدة أسرته، ويضطر للالتحاق بالجيش العراقى مجبرًا ويسافر مع الجيش لغزو الكويت، تنهار الأم حين يصلها هذا الخبر. ناجى يسعى للخروج مع فتاته التي يحبها، إلا أن والدها الثرى يعارض هذه الزيجة، يلتحق ناجى بالقوات المصرية المسافرة لمساعدة الكويت بعد غزو العراق لها يثور طلاب الجامعة ضد ما يحدث في المنطقة. ومنذ هذه اللحظة تعيش الأم في أزمة حقيقية وهي كيف يواجه الشقيقان كل منهما الآخر.

## طاقم العمل
- يسرا بدور هدى
- هشام سليم بدور محمود
- حنان ترك
- هاني سلامة بدور علي
- محمد نجاتي بدور ناجي
- عبدالله محمود بدور حسن الفدائي
- مجدى إدريس
- عباس صابر
- محمد درديري
- محمد حسن
- منة شلبي بدور طالبة
- سعاد نصر
- أحمد وفيق
- انجيلا أحمد
- محمد يونس
- خالد طلعت
- أحمد مختار
- أشرف عبدالعزيز
- محمد لطفي
- سيف عبدالرحمن
- خيرى حسن
- سامي العدل
- هيام محمود
- أحمد ابراهيم
- نوران
- محمد جمال
- نادر فؤاد
- خالد الجابري
- أحمد السيد
- سامي العبيدي
- علي إسماعيل
- هشام زاده
- شريف حافظ
- وليد الصاوي
- إسلام شعيب
- أحمد مصطفى

## العرض الخاص بالفيلم
أقيم العرض الخاص للفيلم بسينما أوديون يوم 17 يناير 2001.

## روابط خارجية
- العاصفة على موقع IMDb (الإنجليزية)
- العاصفة على موقع قاعدة بيانات الأفلام العربية
- العاصفة على موقع قاعدة بيانات الفيلم (الإنجليزية)
- العاصفة على موقع ليتربوكسد (الإنجليزية)